# Aéroport de Newquay Cornouailles
L'aéroport de Newquay Cornwall (code IATA : NQY • code OACI : EGHQ) est un petit aéroport britannique situé à Newquay (Royaume-Uni).

## Situation
L'aéroport est situé sur la civil parish de Saint Mawgan in Pydar, sur la côte nord des Cornouailles à 7,4 km de Newquay.

### Carte des aéroports commerciaux d'Angleterre
| Birmingham Bournemouth Bristol Doncaster · Sheffield Durham · Tees Valley East Midlands Exeter Humberside Land's · End Leeds-Bradford Liverpool L.-City L.-Gatwick L.-Heathrow L.-Luton L.-Southend L.-Stansted Lydd Manchester Newcastle · Upon Tyne Newquay · Cornouailles Norwich Southampton St Mary des Sorlingues Carlisle Lake |

## Historique

### Usage militaire
L'aérodrome a été inauguré en 1933 en tant qu'installation civile, mais a été réquisitionné au début de la Seconde Guerre mondiale et nommé RAF Trebelzue pour soutenir d'autres bases dans la région. La base a été rebaptisée RAF St Mawgan en 1943, après un agrandissement. L'installation a ensuite été confiée à l'United States Air Force et un certain nombre d'améliorations ont été apportées, notamment avec la construction d'une nouvelle tour de contrôle et l'extension de la piste actuelle. L'aérodrome a été fermé pour y faire des travaux d'entretien en 1947, et a rouvert en tant que base du Coastal Command en 1951.
Les opérations aériennes du RAF St Mawgan (du côté opposé de la piste par rapport au terminal civil) ont cessé en décembre 2008.

### Transition vers un aéroport civil
En 2008, l'aéroport a été fermé du 1er au 19 décembre afin de permettre la reprise des services de navigation aérienne (c'est-à-dire le contrôle du trafic aérien) de la RAF St Mawgan et pour se conformer entièrement aux normes de la Civil Aviation Authority britannique. Après de nouvelles inspections par la CAA, les vols ont repris le 20 décembre 2008.
Une extension ouverte en 2006 a augmenté la taille du terminal de 20 %, permettant à l'aéroport de traiter jusqu'à 450 000 passagers par an. En janvier 2008, le conseil du comté de Cornouailles a approuvé les plans d'agrandissement du hall des arrivées et du lounge des départs, d'un nouveau point de vente au détail, d'un salon d'affaires et de nouvelles structures d'aérodrome. En mai 2008, la nouvelle zone d'arrivée et de collecte des bagages a été inaugurée ; contrairement à l'ancien hall d'arrivée, elle permet de traiter simultanément les bagages de vols nationaux et internationaux. Une porte a également été ajoutée à la salle des départs.
L'expansion de l'aéroport a été critiquée en 2007 par plusieurs groupes environnementaux. Cette opposition se basait non seulement sur des préoccupations environnementales (la majorité des vols sont des vols court-courriers vers des destinations qui pourraient être desservies par train), mais aussi sur des préoccupations socio-économiques que l'expansion de l'aéroport entraînerait une plus grande demande de résidences secondaires en Cornouailles, augmentant ainsi les prix déjà élevés des maisons dans la région.

## Trafic
En 2021, l'aéroport de Newquay a enregistré 32 603 mouvements d'avions, soit une baisse de 6,8% par rapport à l'année précédente.
| Année | Passengers | Passengers en % | Mouvements d'avions | Mouvements d'avions en % | Cargo (tonnes) | Cargo en%     |
| ----- | ---------- | --------------- | ------------------- | ------------------------ | -------------- | ------------- |
| 2015  | 251,987    | en stagnation   | 22,848              | en stagnation            | 0              | en stagnation |
| 2016  | 371,500    | 47.4            | 30,417              | 33.1                     | 2              | 200.0         |
| 2017  | 461,300    | 24.2            | 37,113              | 22.0                     | 12             | 500.0         |
| 2018  | 456,888    | 1.0             | 41,172              | 10.9                     | 3              | 75.0          |
| 2019  | 461,478    | 1.0             | 46,338              | 12.5                     | 2              | 33.3          |
| 2020  | 67,877     | 85.3            | 34,398              | 25.8                     | 2              | en stagnation |
| 2021  | 105,554    | 55.5            | 32,062              | 6.8                      | 0              | 100.0         |

Pour des raisons techniques, il est temporairement impossible d'afficher le graphique qui aurait dû être présenté ici.

Voir la requête brute et les sources sur Wikidata.

## Spaceport Cornwall
« Base de lancement de Cornouailles » redirige ici. Pour les autres types d'installations de lancement, voir Base de lancement.
En juillet 2014, Newquay a été l'un des huit aéroports présélectionnés par la Civil Aviation Authority comme site possible pour un spatioport commercial britannique. La liste a été réduite à six aéroports en mars 2015, Newquay étant toujours parmi les candidats. Le processus de sélection a été abandonné en mai 2016 après que le Département du Transport ait annoncé qu'il créerait des paramètres réglementaires permettant à tout site approprié de devenir un spatioport.
En juin 2019, le gouvernement britannique et le conseil de Cornouailles ont annoncé qu'ils étaient prêts à investir jusqu'à 20 millions de livres sterling pour créer un spatioport sur le site de l'aéroport en Cornouailles qui servirait de base à Virgin Orbit. Le système, en soutien à l'industrie spatiale britannique, lancerait des fusées porteuses de satellites vers l'espace depuis l'aile d'un Boeing 747 converti par Virgin Atlantic d'ici le début des années 2020, en fonction de l'étude d'opportunité présentée. Le 5 novembre 2019, l'Agence spatiale britannique a annoncé qu'elle fournirait 7,35 millions de livres sterling pour établir les opérations de Virgin Orbit au Spatioport Cornouailles. 
Le 22 juillet 2022, l'Autorité de l'Aviation Civile britannique a lancée une consultation publique pour évaluer l'impact environnemental de lancements de la fusée LauncherOne effectuées à partir du Spatioport Cornouailles. Cette consultation s'opère dans un processus de certification et d'obtention d'une licence d'exploitation du site de lancement et vise à évaluer les mesures prises par Virgin Orbit et le Spatioport Cornouailles pour minimiser les impacts environnementaux de l'utilisation de l'aéroport de Newquay Cornwall comme zone de décollage et d'atterrissage du système de lancement aérien de Virgin Orbit.
Cornwall spaceport obtient la certification de ses installations par l'autorité de l'aviation civile britannique en novembre 2022, devenant le premier port spatial habilité à effectuer des vols orbitaux. Virgin Orbit se voit accorder une licence de vol en décembre 2022, en étant la première entreprise aérospatiale à être autorisé à faire des lancements à partir du Royaume-Uni.
Le premier lancement du Virgin Orbit LauncherOne à partir du spaceport, et le sixième du lanceur, a eu lieu le 9 janvier 2023. Ce vol emportait vers une orbite terrestre basse six petits satellites provenant notamment des missions Prometheus-2 et Amber-1 mais il s'est soldé par un échec du deuxième étage.
Virgin Orbit prévoit d'effectuer 2 lancements par an depuis Cornouailles dans la période 2023-2030. Elle fait cependant faillite en 2023.

## Compagnies aériennes et destinations
| Compagnies             | Destinations                                                                               |
| ---------------------- | ------------------------------------------------------------------------------------------ |
| Aer Lingus             | Dublin En saison: Belfast-G. Best                                                          |
| Aurigny                | En saison: Guernesey                                                                       |
| Eastern Airways        | East Midlands, Londres-Gatwick En saison : Humberside                                      |
| easyJet                | En saison : Glasgow, Manchester                                                            |
| Edelweiss Air          | En saison: Zurich                                                                          |
| Eurowings              | En saison :Düsseldorf                                                                      |
| Isles of Scilly Skybus | En saison: St Mary des Sorlingues/Scilly                                                   |
| Loganair               | Manchester En saison: Édimbourg, Newcastle                                                 |
| Ryanair                | Alicante-Elche, Dublin, Malaga-Costa del Sol En saison : Édimbourg, Faro, Londres-Stansted |
| Scandinavian Airlines  | En saison : Copenhague-Kastrup                                                             |

Édité le 28/07/2022  Actualisé le 11/04/2023